# Industrie in Bosnië en Herzegovina

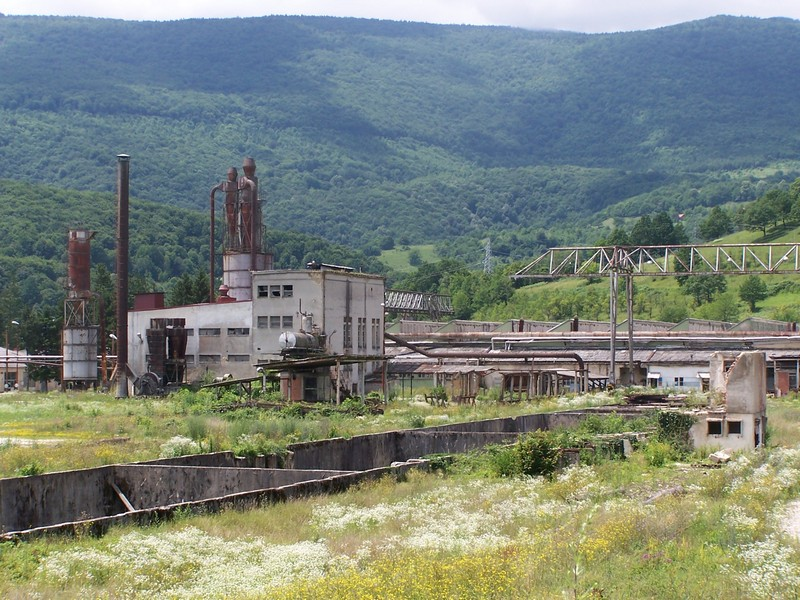
Voormalige hout-zaagfabriek in Bosnië en Herzegovina.

De industrie in Bosnië en Herzegovina is klein in Europa ten opzichte van de grootste industrie van Duitsland, Frankrijk, het Verenigd Koninkrijk, en Italië. 
De industrie van Bosnië en Herzegovina heeft het zwaar te verduren gehad tijdens de Bosnische Oorlog, en is flink beschadigd geweest. Ten tijde van het vroegere Joegoslavië was deze industrie van landelijk belang. Het meeste toerisme en industrie waren echter in de deelrepublieken Slovenië en Kroatië, die altijd al de welvarendste van de federatie waren geweest. 
Het huidige Bosnië en Herzegovina telt vele industrieën, waarvan vele te maken hebben met het delven van de ruim aanwezige delfstoffen (kolen, zink). Ook is er veel petrochemische industrie in het land. Daarnaast is er sprake van intensieve akkerbouw en veeteelt. Vanwege de ligging vindt de meeste handel plaats met de buurlanden Kroatië, Servië en Montenegro.
Albanië · Andorra · Azerbeidzjan · België · Bosnië en Herzegovina · Bulgarije · Cyprus · Denemarken · Duitsland · Estland · Finland · Frankrijk · Georgië · Griekenland · Hongarije · IJsland · Ierland · Italië · Kroatië · Letland · Liechtenstein · Litouwen · Luxemburg · Malta · Moldavië · Monaco · Montenegro · Nederland · Noord-Macedonië · Noorwegen · Oekraïne · Oostenrijk · Polen · Portugal · Roemenië · Rusland · San Marino · Servië · Slovenië · Slowakije · Spanje · Tsjechië · Turkije · Vaticaanstad · Verenigd Koninkrijk · Wit-Rusland · Zweden · Zwitserland